# Tetrapterocarpon
Tetrapterocarpon là một chi thực vật có hoa trong họ Đậu.